# ホフマン反射
ホフマン反射（Hoffmann's reflex）は、最も弱い刺激によって惹起される指の屈曲反射のことであり、これによって指の屈曲が現出する場合は、反射は非常に増強しており、病的であると判断される。しかしながら、当該反応が陽性であっても絶対的に錐体路障害とは断定できない。

## 方法
被験者の中指中節と末節関節部を検者の示指と中指で軽くはさみ、検者の母指で被験者の中指を爪側からおさえて、検者の母指を急激に離す。母指を含めて他の指の屈曲が現出すれば陽性所見となる。